# Rock chrześcijański
Rock chrześcijański (ang. Christian rock) – chrześcijański nurt w muzyce rockowej.
Nurt ten rozwinął się na przełomie lat 60. i wczesnych lat 70. XX wieku, w kontrze do rock and rolla; za pionerów w tym czasie uchodzą zespoły Petra i Ressurection Band. Za „ojca rocka chrześcijańskiego” uchodzi też Larry Norman.
Fakt przynależności do rocka chrześcijańskiego determinują tylko teksty piosenek i deklaracja twórcy. W sferze tekstowej odnosi się on do religijnej – a ściślej chrześcijańskiej – kontemplacji, modlitwy lub sławienia Boga. 
Pojęcie rocka chrześcijańskiego budzi kontrowersje, gdyż z jednej strony powszechnie uznawane jest, że można wyróżnić taki nurt, ale z drugiej, pojawiają się stwierdzenia, że kościoły chrześcijańskie nie akceptują muzyki rockowej.

## Wykonawcy
Znanymi wykonawcami rocka chrześcijańskiego są np. Larry Norman, Phil Keaggy, Randy Stonehill, Jeremy Camp, Chris Tomlin, czy też zespoły Skillet, Stryper, Red, Casting Crowns, Kutless, King’s X i Thousand Foot Krutch. Artyści rockowi, którzy mieli okresy tworzenia tego typu muzyki chrześcijańskiej, lub w całej swojej karierze wracają do tego nurtu to m.in.: Elvis Presley, Johnny Cash, Bob Dylan, The Byrds, Eric Clapton, Black Sabbath (zawierający chrześcijańskie treści album Master of Reality), U2.
Wątki chrześcijańskie sporadycznie przewijają się także w twórczości takich wykonawców, jak The Strawbs, Van Morrison, Grand Funk Railroad, Wishbone Ash, America, Allman Brothers Band, Ian Gillan,
Spooky Tooth, Budgie, Roy Wood (Song of Praise, Wear A Fast Gun), Brian Welch z grupy Korn, Rick Wakeman z grupy Yes i The Strawbs, Frijid Pink, Fresh Blueberry Pancake, P.O.D., Flyleaf.